# Apatolestes philipi
Apatolestes philipi är en tvåvingeart som beskrevs av Pechuman 1985. Apatolestes philipi ingår i släktet Apatolestes och familjen bromsar. Inga underarter finns listade i Catalogue of Life.